# 周一峰
周一峰（1915年1月28日—1991年4月30日），原名民风，男，壮族，广西鹿寨人，生于上海，中华人民共和国政治人物。曾任江苏省人民政府常务副省长，中共十二大代表，第六届全国政协委员、第七届全国政协委员。

## 生平
周一峰是广西鹿寨城关乡新村人。1935年夏考入复旦大学，积极参加一二九学生运动。
八一三抗战中被炸成重伤。1938年毕业于上海持志学院政治经济系。1938年2月加入中国共产党。1938年8月奔赴苏北敌后，打入在如皋的江苏省保安第1旅任团政训室主任、江北特委委员。1940年8月带领一批地下党员从国民党军队中撤出，任新四军苏北指挥部驻马塘办事处主任，如皋中心县委组织部长。1941年1月组建南通中心县委任县委书记，县长梁灵光，一年间南通县基层党支部便由17个发展到97个，党员人数也由205人发展到1300多人。1943年至1944年间作为南通县委书记兼南通警卫团政委，带一个连留在“清乡”区内坚持原地斗争。苏中第四地委组织部长，南通县委书记，苏中军区政治部组织部副部长。
解放战争中，历任华中军区第七纵队第63团政委、第59团政委。1946年底，奉命恢复通如海启，成立华中第九分区、华中第九地委，任政委兼地委书记，军分区司令员洪泽、梁灵光。1949年3月组建华东警备第八旅任政委。
1949年4月下旬，任松江地委副书记。1949年秋任苏州地委书记兼苏州市委书记，苏南人民行政公署副主任、江苏省财经委员会主任、江苏省计划委员会主任。1956年任江苏省人民委员会副省长、中共江苏省委常委。1963年为加强农业第一线领导，改任南通地委书记，南通地区连续四年夺得农业大丰收，由粮食调进转为调出，工农业总产值增长72%。后任江苏省工业办公室主任，江苏省副省长，江苏省革命委员会副主任，江苏省委常委、秘书长，江苏省常务副省长。1978年初，任南京石油化工总厂代理书记。80年代初任江苏省委常委、省委秘书长，省政府常务副省长。1981年9月，江苏省组建了京杭运河续建工程指挥部，由副省长周一峰兼任指挥，交通厅厅长周赤民任常务副指挥，1983年改由陈克天任指挥，唐如浴、杨大年、吴连彩、周志萱为副指挥
1983年出任中央广西工作组组长，解决历史遗留问题。1984年任中央整党指导委员会驻安徽联络组组长。1985年退出第一线领导岗位，任华东经济协作组组长。 

## 家庭
父亲周公谋（1893年－1970年）：早稻田大学毕业。护法运动时任孙中山陆海空大元帅大本营兵工委员兼东莞县长。国民政府军事委员会少将参议。1949年孤身赴香港，1957年从香港回大陆，到沈阳次子周民云家定居。
弟周民云。
弟周民雷：金陵大学农学院农艺系1949年7月毕业，广西农校任教。
弟周民震（1932年－）：电影剧作家。1984年任广西文化厅厅长。
弟周民霖（1933年－）：南宁市委秘书长、南宁市委副书记兼政法委员会书记，广西壮族自治区总工会主席，广西壮族自治区人大常委会法委副主任委员。